# Sesma del río Jiloca
La Sesma del río Jiloca era una de las 6 sesmas o divisiones administrativas de la Comunidad de Aldeas de Calatayud. Estuvo vigente desde la creación de la Comunidad por Alfonso I de Aragón en el año 1131 hasta la creación de las actuales provincias de Zaragoza y Teruel en 1833. Engloba los municipios de Maluenda, donde se encontraba el Archivo de la Comunidad de aldeas de Calatayud en el día de hoy aún no localizado, Atea, Montón, Fuentes de Jiloca, Velilla de Jiloca, Olvés y Mochales despoblada a finales del siglo XVII.